# Federale republiek
Een federale republiek of bondsrepubliek is de staatsvorm van een land dat zowel een republiek als een federatie is. Hoewel de twee soms samen gaan, is niet iedere republiek een federatie en niet iedere federatie een republiek. Voorbeelden van republieken en eenheidsstaten zijn: China, Frankrijk, Israël en Italië. Voorbeelden van federale monarchieën zijn: Australië, België, Canada, Maleisië en de Verenigde Arabische Emiraten.
Vrijwel alle federale republieken kennen een tweekamerstelsel. Een van de kamers vertegenwoordigt het volk en wordt gekozen door middel van evenredige vertegenwoordiging of een meerderheidsstelsel waarin alle kiesdistricten uit een ongeveer even grote vertegenwoordiging bestaan. De andere kamer vertegenwoordigt de unie, en wordt gekozen door kiesdistricten die voor elke staat ongeacht de bevolkingsgrootte evenveel leden leveren.

## Lijst van federale republieken
- Argentinië
- Bosnië en Herzegovina
- Brazilië
- Comoren
- Duitsland
- Ethiopië
- India
- Irak
- Mexico
- Micronesia
- Nepal
- Nigeria
- Oostenrijk
- Pakistan
- Rusland
- Somalië
- Venezuela
- Verenigde Staten
- Zwitserland